# فهرست فیلم‌های اختصاصی شبکه دیزنی
فیلم‌های اصیل شبکهٔ دیزنی که به انگلیسی آن را Disney Channel original films (DCOM) می‌گویند، از سال ۱۹۸۳ شروع به کار کرده‌است و از زمان آغاز این سرویس، بسیاری از فیلم‌های تلویزیونی برای شبکه‌های کابلی ایالات متحده، تولید شده توسط شبکه دیزنی هستند.

بیشتر این فیلم‌ها بر روی سیستم ویدئو خانگی، دی‌وی‌دی یا اخیراً، بر روی دیسک بلو-ری منتشر شده‌اند. با این حال، بسیاری از فیلمهای دیگر این شبکه، هرگز در هیچ‌یک از فرمت‌های تصویری پخش خانگی منتشر نشده‌است.

پیش از این، شبکهٔ دیزنی چندین ماه پس از اینکه فیلم برنامه حفاظت از پرنسس برای اولین بار در کانال دیزنی منتشر شد، دی‌وی‌دی آن را منتشر کرد که تا یک هفته جزو برترین‌های این کانال بود.

همچنین، هر چند از اواسط سال ۲۰۰۵، فیلم‌های این شبکه در فرمت HD عریض تولید شده‌است، در سال ۲۰۰۹ انتشار فیلم برنامه حفاظت از پرنسس، اولین فیلم شبکهٔ دیزنی بود که یک انتقال به دی‌وی‌دی پهن دریافت کرد.

## برترین فیلم‌های اصیل شبکهٔ دیزنی
| سال         | فیلم                         |
| ----------- | ---------------------------- |
| ۲۰۰۶        | موزیکال دبیرستان             |
| ۲۰۰۷        | بپر داخل!                    |
| ۲۰۰۷        | موزیکال دبیرستان ۲           |
| ۲۰۰۷        | برنامه حفاظت از پرنسس        |
| ۲۰۰۷        | جادوگران محله ویورلی: فیلم   |
| ۲۰۰۸        | دبیرستان موزیکال ۳: سال آخر  |
| ۲۰۱۰        | جوگیر                        |
| ۲۰۱۰        | ۱۶ آرزو                      |
| ۲۰۱۱        | Sharpay's fabulous adventure |
| ۲۰۱۳        | فیلم ساحل جوان               |
| ۲۰۱۴        | کلاود ۹ (فیلم ۲۰۱۴)          |
| ۲۰۱۴        | چگونه یک پسر بهتر بسازیم     |
| ۲۰۱۵        |                              |
| ساحل جوان ۲ |                              |
| فرزندان     |                              |
| ۲۰۱۷        | فرزندان ۲                    |
| ٢٠١٨        | زامبی ها                     |
| ۲۰۱۹        | فرزندان ۳                    |
| ۲۰۲۰        | زامبی ها ۲                   |